# Барроу-ин-Фернесс (район)
Барроу-ин-Фернесс (англ. Barrow-in-Furness) — район (англ. non-metropolitan district) в неметрополитенском графстве Камбрия, административный центр и главный город — Барроу-ин-Фернесс.
Район расположен на южной оконечности полуострова Фернесс и острове Уолни в Ирландском море в южной части графства Камбрия.